# Primarias del Partido Republicano de 2008 en Alabama

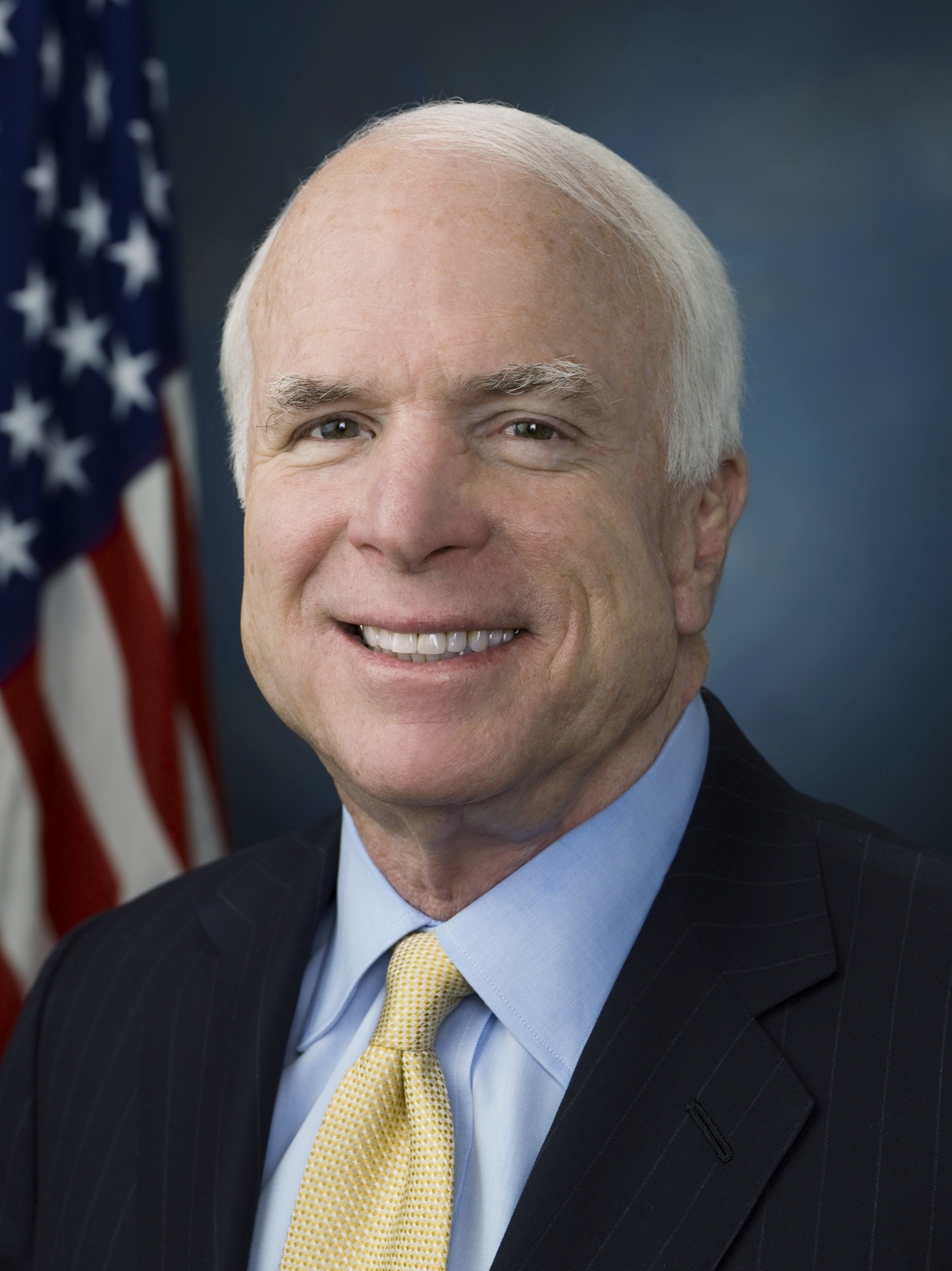
John McCain, 2009

las Primarias republicanas de Alabama, 2008 fueron el 5 de febrero de 2008 con un total de 45 delegados en juego. El ganador en cada uno de los 7 distritos congresionales fue el ganador de todos esos delegados.

## Resultados
| Candidato      | Votos   | Porcentaje | Delegados |
| -------------- | ------- | ---------- | --------- |
| Mike Huckabee  | 227,766 | 41.25%     | 26        |
| John McCain    | 204,867 | 37.10%     | 19        |
| Mitt Romney    | 98,019  | 17.75%     | 0         |
| Ron Paul       | 14,810  | 2.68%      | 0         |
| Rudy Giuliani* | 2,134   | 0.39%      | 0         |
| Sin compromiso | 1,234   | 0.22%      | 0         |
| Total          | 552,155 | 100%       | 45        |

*Candidato se retiró antes de las primarias.